# Damas-et-Bettegney
Damas-et-Bettegney is een gemeente in het Franse departement Vosges (regio Grand Est) en telt 375 inwoners (2004). De plaats maakt deel uit van het arrondissement Épinal.

## Geografie
De oppervlakte van Damas-et-Bettegney bedraagt 15,1 km², de bevolkingsdichtheid is 24,8 inwoners per km².
De onderstaande kaart toont de ligging van Damas-et-Bettegney met de belangrijkste infrastructuur en aangrenzende gemeenten.

## Demografie
Onderstaande figuur toont het verloop van het inwonertal (bron: INSEE-tellingen).